# Fredrik Barth
Fredrik Barth, właśc. Thomas Fredrik Weybye Barth (ur. 22 grudnia 1928 w Lipsku, zm. 24 stycznia 2016) – norweski antropolog społeczny, twórca orientacji zwanej transakcjonalizmem.
Profesor Wydziału Antropologii Uniwersytetu Bostońskiego, wcześniej wykładający na Uniwersytetach w Oslo, Bergen (gdzie założył Wydział Antropologii Społecznej), Uniwersytecie Emory oraz Uniwersytecie Harvarda. Wśród jego zainteresowań szczególną rolę odgrywa antropologia polityczna, antropologia ekonomiczna oraz antropologia religii, ale także ekologia kulturowa. Badania terenowe prowadził w Norwegii, Iraku (Kurdystan), Iranie, dolinie Swat w północnym Pakistanie, Omanie (Sohar), sudańskim Darfurze, na Nowej Gwinei i Bali.
Redaktor pracy pt. Ethnic Groups and Boundaries (1969), w której zaproponował odejście od koncepcji etniczności jako esencjonalnych wyróżników kulturowych grupy, na rzecz ujęcia relacyjnego, w którym etniczność definiowana jest przez pryzmat kulturowo postrzeganych granic między grupami ludzkimi, wchodzącymi ze sobą w interakcje.
Barth był żonaty z Unni Wikan, profesor antropologii społecznej Uniwersytetu w Oslo.

## Wybrane publikacje

### Książki
- One discipline, four ways: British, German, French, and American anthropology (red. z: Andre Gingrich, Robert Parkin, Sydel Silverman), Chicago: University of Chicago Press.
- Balinese worlds, Chicago: University of Chicago Press, 1993. ISBN 0-226-03833-5.
- Cosmologies in the making : a generative approach to cultural variation in inner New Guinea, Cambridge: Cambridge University Press, 1987. ISBN 0-521-34279-1.
- The Last Wali of Swat. An Autobiography as told to Fredrik Barth, Oslo: Universitetsforlaget, 1985.
- Sohar, culture and society in an Omani town, Baltimore: Johns Hopkins University Press, 1983. ISBN 0-8018-2840-6.
- Selected Essays of Fredrik Barth: Vol. 1 Process and Form in Social Life, Vol. 2 Features of Person and Society in Swat: Collected Essays on Pathans, London: Routledge & Kegan Paul.
- Scale and Social Organization (red.), Oslo: Universitetsforlaget, 1978.
- Ritual and knowledge among the Baktaman of New Guinea, Oslo: Universitetsforlaget, 1975. ISBN 0-300-01816-9.
- Ethnic groups and boundaries. The social organization of culture difference (red.), Oslo: Universitetsforlaget, 1969. ISBN 978-0-04-572019-4.
- Models of social organization, London: Royal Anthropological Institute, 1966.
- Robert N. Pehrson The Social Organization of the Marri Baluch (red.), Chicago: Aldine Publishers
- The Role of the Entrepreneur in Social Change in Northern Norway (red.), Oslo: Universitetsforlaget, 1963.
- Nomads of South-Persia; the Basseri tribe of the Khamseh Confederacy, Oslo: Universitetsforlaget, 1961.
- Political leadership among Swat Pathans, London: The Athlone Press, 1959.
- Principles of Social Organization in Southern Kurdistan, Oslo: Brodrene Jordensen, 1953.

### Publikacje po polsku
- Fredrik Barth, Andre Gingrich, Robert Parkin, Sydel Silverman, Antropologia. Jedna dyscyplina, cztery tradycje: brytyjska, niemiecka, francuska i amerykańska, przedm. Chris Hann, Kraków 2007.
- O analitycznej ważności pojęcia "transakcja" (w:) J. Szmatka, M. Kempny (red.) Współczesne teorie wymiany społecznej, Warszawa: Wydawnictwo PWN, 1992.
- W stronę pełniejszego opisu i głębszej analizy zjawisk kulturowych (w:) M. Kempny, E. Nowicka (red.) Badanie kultury. Kontynuacje, Warszawa: Wydawnictwo PWN, 2004.
- Grupy i granice etniczne (w:) M. Kempny, E. Nowicka (red.), Badania kultury, Kontynuacje, Warszawa 2004, ss. 348-377